# Unione Sportiva Arezzo 1974-1975
Questa voce raccoglie le informazioni riguardanti l'Unione Sportiva Arezzo nelle competizioni ufficiali della stagione 1974-1975.

## Rosa
| N. |                   | Ruolo | Calciatore         |
| -- | ----------------- | ----- | ------------------ |
|    | Italia (bandiera) | C     | Bartalesi Mario    |
|    | Italia (bandiera) | D     | Giorgio Battiston  |
|    | Italia (bandiera) | A     | Burgassi Francesco |
|    | Italia (bandiera) | P     | Gianni Candussi    |
|    | Italia (bandiera) | C     | Roberto Casone     |
|    | Italia (bandiera) | D     | Pierluigi Cencetti |
|    | Italia (bandiera) | C     | Claudio Di Prete   |
|    | Italia (bandiera) | C     | Mario Fara         |
|    | Italia (bandiera) | P     | Giovanni Ferretti  |
|    | Italia (bandiera) | D     | Claudio Giulianini |
|    | Italia (bandiera) | P     | Patrizio Lulli     |
|    | Italia (bandiera) | D     | Antonio Maggioni   |

| N. |                   | Ruolo | Calciatore             |
| -- | ----------------- | ----- | ---------------------- |
|    | Italia (bandiera) | D     | Vittorio Marini        |
|    | Italia (bandiera) | A     | Lucio Mujesan          |
|    | Italia (bandiera) | A     | Ezio Musa              |
|    | Italia (bandiera) | C     | Carlo Odorizzi         |
|    | Italia (bandiera) | D     | Giuseppe Papadopulo    |
|    | Italia (bandiera) | C     | Giovan Battista Pienti |
|    | Italia (bandiera) | C     | Federico Righi         |
|    | Italia (bandiera) | A     | Roberto Tombolato      |
|    | Italia (bandiera) | D     | Benvenuto Vergani      |
|    | Italia (bandiera) | A     | Silvano Villa          |
|    | Italia (bandiera) | C     | Vincenzo Zazzaro       |

## Risultati

### Serie B

#### Girone di andata
| 29 settembre 1974 1ª giornata | Genoa | 1 – 0 | Arezzo |  |

| 6 ottobre 1974 2ª giornata | Arezzo | 2 – 1 | Taranto |  |

| 13 ottobre 1974 3ª giornata | Catanzaro | 1 – 0 | Arezzo |  |

| 20 ottobre 1974 4ª giornata | Arezzo | 1 – 2 | Parma |  |

| 27 ottobre 1974 5ª giornata | Arezzo | 1 – 1 | Alessandria |  |

| 3 novembre 1974 6ª giornata | Verona | 2 – 0 | Arezzo |  |

| 10 novembre 1974 7ª giornata | Arezzo | 0 – 0 | Reggiana |  |

| 17 novembre 1974 8ª giornata | Atalanta | 0 – 0 | Arezzo |  |

| 24 novembre 1974 9ª giornata | Avellino | 4 – 1 | Arezzo |  |

| 1º dicembre 1974 10ª giornata | Arezzo | 1 – 1 | Sambenedettese |  |

| 8 dicembre 1974 11ª giornata | Arezzo | 1 – 1 | Foggia |  |

| 15 dicembre 1974 12ª giornata | Pescara | 1 – 1 | Arezzo |  |

| 22 dicembre 1974 13ª giornata | Arezzo | 2 – 3 | Perugia |  |

| 5 gennaio 1975 14ª giornata | Brescia | 1 – 1 | Arezzo |  |

| 12 gennaio 1975 15ª giornata | SPAL | 0 – 1 | Arezzo |  |

| 19 gennaio 1975 16ª giornata | Arezzo | 1 – 2 | Como |  |

| 26 gennaio 1975 17ª giornata | Palermo | 1 – 0 | Arezzo |  |

| 2 febbraio 1975 18ª giornata | Arezzo | 2 – 1 | Novara |  |

| 14 settembre 1947 19ª giornata | Brindisi | 0 – 1 | Arezzo |  |

#### Girone di ritorno
| 16 febbraio 1975 20ª giornata | Arezzo | 1 – 0 | Genoa |  |

| 23 febbraio 1975 21ª giornata | Taranto | 0 – 0 | Arezzo |  |

| 2 marzo 1975 22ª giornata | Arezzo | 1 – 1 | Catanzaro |  |

| 9 marzo 1975 23ª giornata | Parma | 1 – 0 | Arezzo |  |

| 16 marzo 1975 24ª giornata | Alessandria | 1 – 1 | Arezzo |  |

| 23 marzo 1975 25ª giornata | Arezzo | 0 – 1 | Verona |  |

| 30 marzo 1975 26ª giornata | Reggiana | 1 – 0 | Arezzo |  |

| 6 aprile 1975 27ª giornata | Arezzo | 1 – 1 | Atalanta |  |

| 13 aprile 1975 28ª giornata | Arezzo | 1 – 0 | Avellino |  |

| 20 aprile 1975 29ª giornata | Sambenedettese | 1 – 1 | Arezzo |  |

| 27 aprile 1975 30ª giornata | Foggia | 1 – 1 | Arezzo |  |

| 4 maggio 1975 31ª giornata | Arezzo | 3 – 2 | Pescara |  |

| 11 maggio 1975 32ª giornata | Perugia | 3 – 2 | Arezzo |  |

| 18 maggio 1975 33ª giornata | Arezzo | 2 – 1 | Brescia |  |

| 25 maggio 1975 34ª giornata | Arezzo | 1 – 0 | SPAL |  |

| 1º giugno 1975 35ª giornata | Como | 2 – 0 | Arezzo |  |

| 8 giugno 1975 36ª giornata | Arezzo | 2 – 0 | Palermo |  |

| 15 giugno 1975 37ª giornata | Novara | 1 – 1 | Arezzo |  |

| 22 giugno 1975 38ª giornata | Arezzo | 1 – 1 | Brindisi |  |

## Statistiche

### Statistiche di squadra
| Competizione | Punti | In casa | In casa | In casa | In casa | In casa | In casa | In trasferta | In trasferta | In trasferta | In trasferta | In trasferta | In trasferta | Totale | Totale | Totale | Totale | Totale | Totale | DR  |
| Competizione | Punti | G       | V       | N       | P       | Gf      | Gs      | G            | V            | N            | P            | Gf           | Gs           | G      | V      | N      | P      | Gf     | Gs     | DR  |
| ------------ | ----- | ------- | ------- | ------- | ------- | ------- | ------- | ------------ | ------------ | ------------ | ------------ | ------------ | ------------ | ------ | ------ | ------ | ------ | ------ | ------ | --- |
| Serie B      | 33    | 19      | 8       | 7       | 4       | 24      | 19      | 19           | 1            | 8            | 10           | 11           | 25           | 38     | 9      | 15     | 14     | 35     | 44     | -9  |
| Coppa Italia | 2     | 2       | 0       | 1       | 1       | 3       | 4       | 2            | 0            | 1            | 1            | 1            | 3            | 4      | 0      | 2      | 2      | 4      | 7      | -3  |
| Totale       |       | 21      | 8       | 8       | 5       | 27      | 23      | 21           | 1            | 9            | 11           | 12           | 28           | 42     | 9      | 17     | 16     | 39     | 51     | -12 |

### Statistiche dei giocatori
| Giocatore     | Serie B  | Serie B | Serie B     | Serie B    | Coppa Italia | Coppa Italia | Coppa Italia | Coppa Italia | Totale   | Totale | Totale      | Totale     |
| Giocatore     | Presenze | Reti    | Ammonizioni | Espulsioni | Presenze     | Reti         | Ammonizioni  | Espulsioni   | Presenze | Reti   | Ammonizioni | Espulsioni |
| ------------- | -------- | ------- | ----------- | ---------- | ------------ | ------------ | ------------ | ------------ | -------- | ------ | ----------- | ---------- |
| M. Bartalesi  | 1        | 0       | ?           | ?          | ?            | ?            | ?            | ?            | 1+       | 0+     | ?           | ?          |
| G. Battiston  | 1        | 0       | ?           | ?          | ?            | ?            | ?            | ?            | 1+       | 0+     | ?           | ?          |
| F. Burgassi   | 3        | 0       | ?           | ?          | ?            | ?            | ?            | ?            | 3+       | 0+     | ?           | ?          |
| G. Candussi   | 13       | -14     | ?           | ?          | ?            | ?            | ?            | ?            | 13+      | -14+   | ?           | ?          |
| R. Casone     | 24       | 2       | ?           | ?          | ?            | ?            | ?            | ?            | 24+      | 2+     | ?           | ?          |
| P. Cencetti   | 36       | 0       | ?           | ?          | ?            | ?            | ?            | ?            | 36+      | 0+     | ?           | ?          |
| C. Di Prete   | 32       | 5       | ?           | ?          | ?            | ?            | ?            | ?            | 32+      | 5+     | ?           | ?          |
| M. Fara       | 29       | 5       | ?           | ?          | ?            | ?            | ?            | ?            | 29+      | 5+     | ?           | ?          |
| G. Ferretti   | 27       | -29     | ?           | ?          | ?            | ?            | ?            | ?            | 27+      | -29+   | ?           | ?          |
| C. Giulianini | 2        | 0       | ?           | ?          | ?            | ?            | ?            | ?            | 2+       | 0+     | ?           | ?          |
| P. Lulli      | 1        | -1      | ?           | ?          | ?            | ?            | ?            | ?            | 1+       | -1+    | ?           | ?          |
| A. Maggioni   | 29       | 0       | ?           | ?          | ?            | ?            | ?            | ?            | 29+      | 0+     | ?           | ?          |
| V. Marini     | 28       | 0       | ?           | ?          | ?            | ?            | ?            | ?            | 28+      | 0+     | ?           | ?          |
| L. Mujesan    | 20       | 5       | ?           | ?          | ?            | ?            | ?            | ?            | 20+      | 5+     | ?           | ?          |
| E. Musa       | 4        | 1       | ?           | ?          | ?            | ?            | ?            | ?            | 4+       | 1+     | ?           | ?          |
| C. Odorizzi   | 19       | 0       | ?           | ?          | ?            | ?            | ?            | ?            | 19+      | 0+     | ?           | ?          |
| G. Papadopulo | 28       | 0       | ?           | ?          | ?            | ?            | ?            | ?            | 28+      | 0+     | ?           | ?          |
| G.B. Pienti   | 34       | 5       | ?           | ?          | ?            | ?            | ?            | ?            | 34+      | 5+     | ?           | ?          |
| F. Righi      | 31       | 0       | ?           | ?          | ?            | ?            | ?            | ?            | 31+      | 0+     | ?           | ?          |
| R. Tombolato  | 14       | 2       | ?           | ?          | ?            | ?            | ?            | ?            | 14+      | 2+     | ?           | ?          |
| B. Vergani    | 30       | 0       | ?           | ?          | ?            | ?            | ?            | ?            | 30+      | 0+     | ?           | ?          |
| S. Villa      | 28       | 8       | ?           | ?          | ?            | ?            | ?            | ?            | 28+      | 8+     | ?           | ?          |
| V. Zazzaro    | 17       | 0       | ?           | ?          | ?            | ?            | ?            | ?            | 17+      | 0+     | ?           | ?          |